# Peter Ucko
Peter John Ucko (27 juillet 1938 – 14 juin 2007) est un archéologue et universitaire britannique. Il est directeur de l'Institut d'archéologie de l'University College de Londres. Figure controversée et clivante au sein de l'archéologie, son travail se concentre sur l'érosion de la domination occidentale en élargissant la participation archéologique aux pays en développement et aux communautés autochtones.

## Biographie

### Jeunesse: 1938–1972
Peter Ucko naît dans le Buckinghamshire le 27 juillet 1938 de parents juifs allemands. Son père est professeur d'endocrinologie et s'intéresse beaucoup à la musique, dirigeant des orchestres et organisant des opéras, tandis que sa mère est psychologue pour enfants,. Il est pensionnaire à Bryanston dans le Dorset, puis étudie pendant un an au North West London Polytechnic. Il obtient son diplôme de fin d'études et fait la connaissance d'étudiants de pays en développement, développant ainsi ses convictions antiracistes,. De 1956 à 1959, il fait des études d'anthropologie et d'archéologie à l'University College de Londres, puis obtient en 1962 un doctorat à l'Institut d'archéologie de l'University College de Londres, sur les figurines anthropomorphes du Proche-Orient ancien, sous la direction de John Evans,,. Il devient un égyptologue.
Ucko travaille au département d'anthropologie de l'UCL où il fonde l'École d'études sur la culture matérielle. Il y organise deux conférences universitaires, qui donnent lieu par la suite à deux volumes édités : The Domestication of Plants and Animals et Man, Settlement and Urbanism,. En 1967, il publie avec Andrée Rosenfeld Palaeolithic Cave Art, et en 1968 une monographie intitulée Anthropomorphic Figurines of Predynastic Egypt and Neolithic Crete, qui critique les affirmations concernant les déesses mères popularisées par Marija Gimbutas.
En 1972, il est nommé directeur de l'Institut australien d'études aborigènes à Canberra, en Australie, la caractérisant négativement comme une institution où les Blancs sont payés par les Blancs pour étudier les Noirs. Supervisant une expansion rapide, il cherche à impliquer les Australiens autochtones dans le projet, en les embauchant au sein du conseil et de ses comités et en lançant un projet connu sous le nom de « Before It Is Too Late » pour préserver la culture et la langue autochtones. Il quitte son pose en 1980, en grande partie à cause de son aversion pour la collecte de fonds, qui constitue une part importante de son rôle, insistant pour que son poste soit occupé par un autochtone.
En mai 1981, après une période de travail de consultant pour le gouvernement zimbabwéen, il est nommé professeur d'archéologie à l'université de Southampton où il succède à Colin Renfrew, en janvier 1982. Pionnier de nouvelles méthodes d'enseignement, il est doyen de la faculté des arts de 1993 à 1996.
Devenu secrétaire national de l'Union internationale des sciences préhistoriques et protohistoriques (UISPP), Ucko est chargé d'organiser le onzième congrès de l'organisation à Southampton en 1986. En 1984, il commence les préparatifs et décide de se conformer au boycott académique international de l'Afrique du Sud et de la Namibie, mis en place pour protester contre le système de Apartheid dans ces pays. Cela signifie que les délégués sud-africains et namibiens seraient empêchés d'assister au congrès. Cette décision suscite une controverse au sein de la communauté archéologique internationale et soulève des questions de liberté académique. Des personnalités de l'UISPP font valoir que le congrès doit être ouvert à tous les archéologues « sans distinction de race, de pays ou d'opinion politique », une position soutenue par la Society for American Archaeology,. Après que l'UISPP ait désavoué la conférence, Ucko continue à l'organiser sous une nouvelle bannière, le Congrès archéologique mondial (WAC), développant ainsi une nouvelle organisation engagée dans « la reconnaissance explicite du rôle historique et social, et du contexte politique, de la recherche archéologique ».

### Direction de l'Institut d'archéologie de l'UCL: 1996-2005

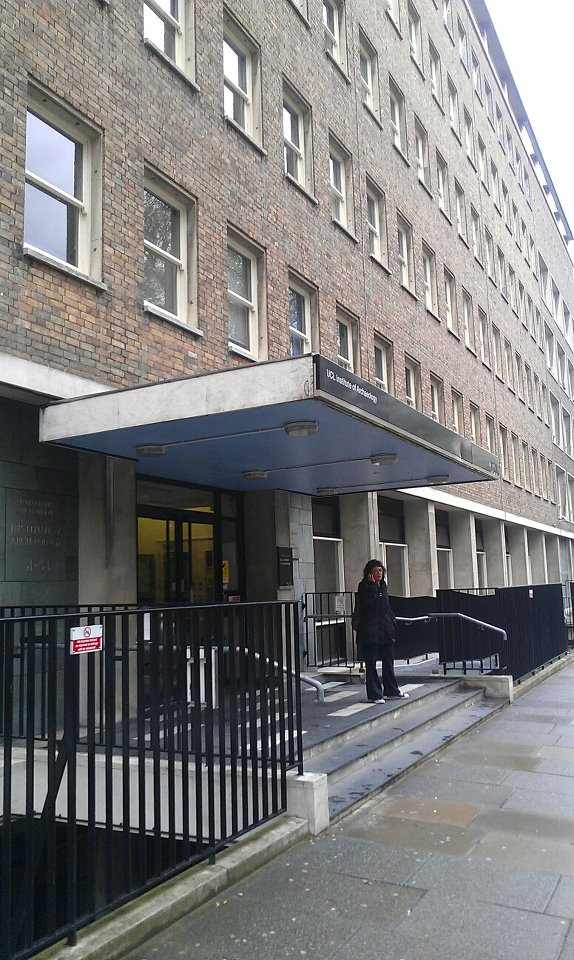
L'entrée de l'IoA.

En 1996, il est nommé professeur d'archéologie comparée et directeur de l'Institut d'archéologie de l'University College. Sa nomination à ce poste est controversée. Ucko met en œuvre des changements dans la manière dont les cours de premier cycle sont dispensés, en se basant sur ses expériences à Southampton. En instaurant des cours obligatoires de base pour les deuxième et troisième années sur des sujets tels que la théorie archéologique et l'archéologie publique, il se concentre sur la généralisation au niveau du premier cycle, réservant la spécialisation aux étudiants qui poursuivent leurs études au niveau de la maîtrise, augmentant ainsi le nombre de maîtrises proposées.
S'intéressant particulièrement aux domaines de l'archéologie publique et des études du patrimoine culturel, il nomme de nouveaux membres du personnel pour enseigner des cours sur ces sujets et participe à la fondation de la revue Public Archaeology, initialement éditée par le conférencier honoraire Neal Ascherson. Soucieux d'accroître la production éditoriale de l'IoA, il supervise la création d'Archaeology International, une revue parue pour la première fois en 1998, combinant les rôles de l'ancien Bulletin de l'Institut d'archéologie et du Rapport annuel, édité par David R. Harris. Après que Cavendish Press, éditeurs de l'empreinte UCL Press, ait été racheté par Taylor et Francis, Ucko entame des négociations fructueuses avec Left Coast Press pour que l'IoA publie de futurs travaux par leur intermédiaire. Il souligne également l'importance des collections d'objets appartenant à l'UCL et à l'IoA, estimant qu'elles avaient un grand potentiel en tant qu'outils pédagogiques et de sensibilisation du public.
Il contribue à forger des liens avec les départements d'archéologie de la République populaire de Chine et, en collaboration avec l'École d'études orientales et africaines (SOAS), et deux postes d'enseignement conjoints en archéologie sont créés chinoise,. En coopération avec l'École d'archéologie et de muséologie de l'Université de Pékin, il aide l'UCL à fonder le Centre international pour le patrimoine et l'archéologie chinois (ICCHA), une institution vouée à la promotion des échanges d'archéologues entre l'Europe et la Chine. Nommé directeur de l'ICCHA, il donne rapidement naissance à plusieurs projets collaboratifs de formation et de recherche, et permet l'octroi de plusieurs bourses à des étudiants chinois pour se former en archéologie à l'UCL,. Ucko prend sa retraite de son poste de directeur en 2005.

### Retraite: 2005–2007
Après sa retraite, Ucko concentre son attention sur la poursuite du dialogue entre les communautés archéologiques du Royaume-Uni et de la RPC. En 2006, il voyage dans dix villes chinoises avec son collègue Wang Tao, interrogeant des archéologues universitaires sur la manière dont ils enseignent le sujet ; il prévoyait de produire un livre sur ce sujet, mais ne l'avait pas encore fait au moment de sa mort. Un festschrift intitulé A Future for Archaeology, édité par Robert Layton, Stephen Shennan et Peter Stone, est publié en l'honneur d'Ucko en 2006. Ucko souffrait de diabète chronique, une maladie qui a contribué à son décès le 14 juin 2007.

## Postérité

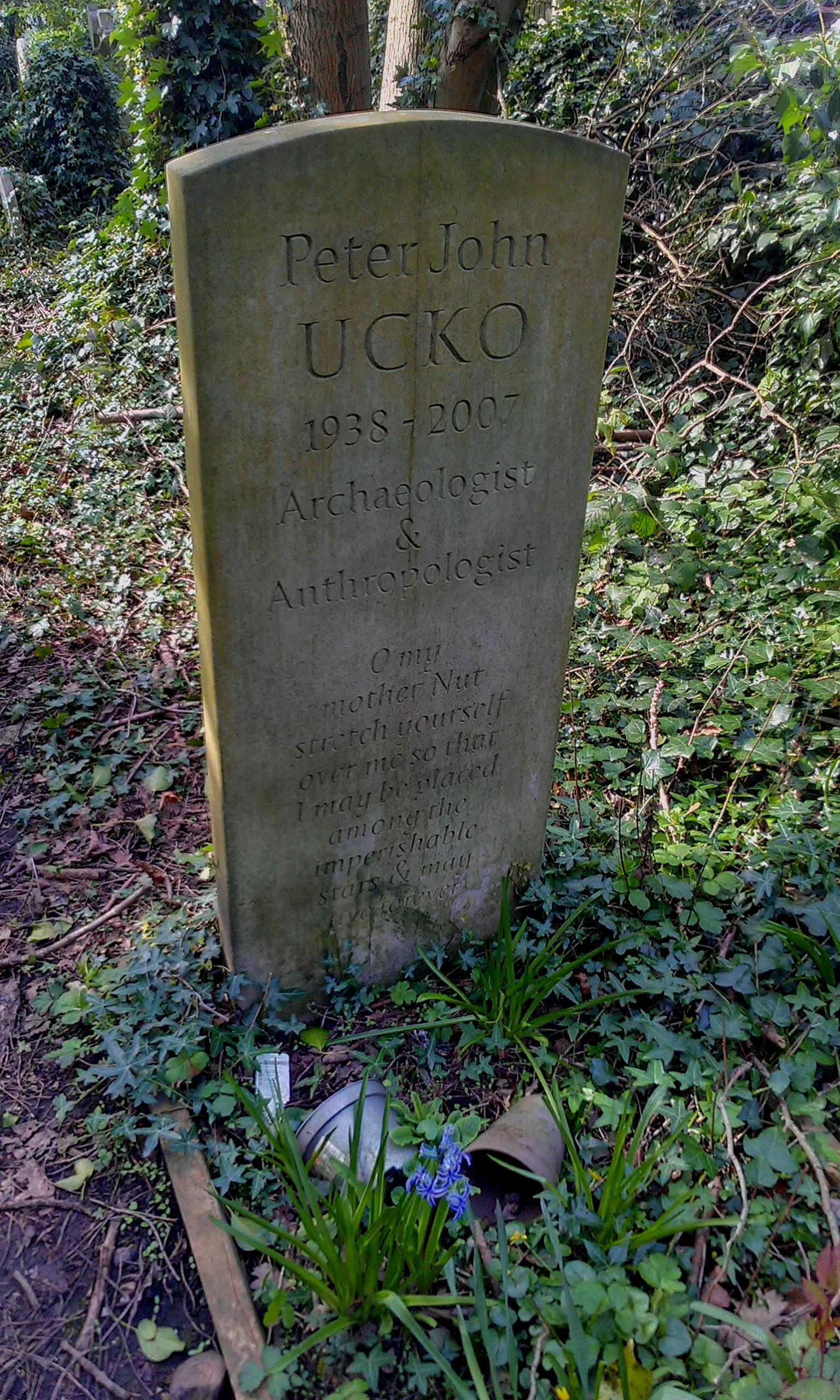
La tombe d'Ucko au cimetière de Highgate, au nord de Londres

Le Peter Ucko Archaeological Trust est créé en 2007 et se concentre particulièrement sur l'apport d'une aide financière aux populations autochtones et économiquement défavorisées pour leur permettre d'acquérir une éducation et une formation en archéologie, en gestion du patrimoine et dans les disciplines associées.
La collection Ucko permet la création du fonds « Transitional Objects » à l'UCL.

## Publications
- Ucko, P & T. Champion, (2003). The Wisdom of Egypt: changing visions through the ages . Londres : UCL Press. L'un des huit livres de la série Rencontres avec l'Égypte ancienne éditée par Peter Ucko
- Ucko, P., (1987). Academic Freedom and Apartheid: The Story of the World Archaeological Congress. Londres : Duckworth. ISBN 0-7156-2191-2
- Ucko, P., (1968). Anthropomorphic figurines of predynastic Egypt and neolithic Crete, with comparative material from the prehistoric Near East and mainland Greece. Londres : Andrew Szmidla. 530 p.
- Ucko, Peter J. et Andrée Rosenfeld, (1967). Palaeolithic Cave Art. Londres : Cop.